# 黑頭鈍塘鱧
黑頭鈍塘鱧（学名：Amblyeleotris melanocephala），为輻鰭魚綱鰕虎鱼目鰕虎亞目鰕虎魚科鈍塘鱧屬的其中一種，分布於西太平洋的琉球群島及印尼海域，本魚頭部與後頸深褐色;在胸鰭基底與鰓蓋邊緣上具一些淡黃色的斑點，背鰭硬棘7枚;背鰭軟條13枚;臀鰭硬棘1枚; 臀鰭軟條13枚，體長可達9公分，為底棲性魚類。

## 扩展阅读
維基物種上的相關：黑頭鈍塘鱧